# Stactobia hurin
Stactobia hurin är en nattsländeart som beskrevs av Schmid 1983. Stactobia hurin ingår i släktet Stactobia och familjen smånattsländor. Inga underarter finns listade i Catalogue of Life.